# Josep Lluís Sureda i Carrión
Josep Lluís Sureda i Carrión (Palma, 1923 - 10 de juny de 2024) va ser un economista mallorquí.
Es llicencià en Dret a la Universitat de Barcelona el 1943. Fou catedràtic d'Economia Política i Hisenda Pública de la Facultat de Dret de la Universitat de Barcelona des del 1953, on va impulsar la creació de la Facultat de Ciències Econòmiques. Va ser negociador del Decret de restabliment de la Generalitat (1977), vicepresident de la Comissió de Traspassos Estat-Generalitat (1978), expresident de Caixa Catalunya (1982-1984) i exconseller del Banc d'Espanya (1985-1994). Fou advocat del financer mallorquí Joan March.
Fou membre de l'equip legal que treballà pel govern franquista en el cas de la Barcelona Traction, litigi internacional entre els estats de Bèlgica i Espanya i originat pel comportament del govern espanyol amb els accionistes de la Barcelona Traction, Light and Power.
Va jugar un notable paper com a formador d'importants generacions d'economistes de Catalunya. Fou membre del Consell General d'Universitats d'Espanya i vicerector de la Universitat de Barcelona. El 1988 el Col·legi d'Economistes de Catalunya el va distingir com a col·legiat d'honor. El 2004 li fou atorgada la Creu de Sant Jordi. El 2016 fou investit doctor honoris causa per la Universitat de les Illes Balears.
El 2023 complí cent anys. El mateix 2023, va donar a la Universitat de les Illes Balears l'arxiu del cas Barcelona Traction, que documenta el procés que tingué lloc al Tribunal Internacional de Justícia de la Haia.

## Obres
- Apuntes para la historia de la marina de vela mallorquina en los siglos XVIII y XIX (1940) i les seves col·laboracions a "Anales de Economía" (1947)
- La hacienda castellana y los economistas del siglo XVII (1949)
- Le trésor et le financement de l'économie publique (1959)
- El caso de Barcelona Traction (1959)
- Fantasía y Realidad en el Expolio de Barcelona Traction: Apunte para una Biografía de Juan March Ordinas (2015)